# Subdwerg
Een subdwerg is een ster met een lichtkracht-klasse VI in het spectraal classificatiesysteem. Een subdwerg wordt meestal aangegeven met "sd". Het zijn sterren die in het Hertzsprung-Russelldiagram 1,5 tot 2 magnitudes onder de hoofdreeks liggen.
De term "subdwerg" werd voorgesteld door Gerard Kuiper in 1939, om bepaalde sterren aan te duiden die anomale spectra hebben en vroeger "intermediaire witte dwergen" werden genoemd.
Men onderscheidt koele subdwergen en hete subdwergen. Dit zijn sterren in een zeer verschillend evolutiestadium.

## Koele subdwergen
Dit zijn subdwergen met spectraalklasse sdG tot sdM. Net zoals gewone hoofdreeks sterren verkrijgen koele subdwergen hun energie uit waterstoffusie. De lage lichtkracht wordt verklaard door hun laag metaalgehalte: deze Populatie II sterren bevatten relatief weinig elementen zwaarder dan helium. Door het lagere metaalgehalte neemt de opaciteit van hun buitenste lagen af en daalt de stralingsdruk. Daardoor ontstaat bij dezelfde massa een kleinere, hetere ster. Door deze lagere opaciteit wordt ook een groter deel van het ultraviolette licht uitgestraald voor dezelfde spektraalklasse dan bij Populatie I sterren (ze hebben een ultraviolet excess). Deze sterren maken deel uit van de halo van de Melkweg en hebben vaak hoge snelheden vergeleken met de zon.
Voorbeelden van koele subdwergen zijn:
- Ster van Kapteyn
- Groombridge 1830
- Mu Cassiopeiae
- APMPM J0559-2903 een extreem koele subdwerg (esdM7)[1]

## Hete subdwergen
Hete subdwergen met spectraalklasse sdO en sdB worden ook wel "extreme horizontale tak sterren" genoemd. Dit zijn een heel andere soort objekten dan de koele subdwergen. Deze sterren zijn in een laat evolutiestadium wanneer een rode reus zijn buitenste waterstofschil verliest voordat de heliumverbranding in de kern begint. De oorzaak van dit voortijdige massaverlies is onduidelijk, maar er wordt gedacht dat de interactie van sterren in een dubbelstersysteem een van de mechanismes is. Subdwergen die geen deel uitmaken van een dubbelster zijn misschien het resultaat van een fusie van twee witte dwergen. Subdwergen van spectraalklasse B, die een grotere lichtkracht hebben dan witte dwergen vormen een aanzienlijke fractie van de populatie hete sterren in oude stersystemen zoals bolvormige sterrenhopen en elliptische sterrenstelsels. Een klein deel van de hete subdwergen behoort tot de pulsatie veranderlijken.
Voorbeelden van hete subdwergen zijn:
- V391 Pegasi
- HW Virginis